# 约瑟夫·施特拉斯贝格尔
约瑟夫·施特拉斯贝格尔（德語：Josef Straßberger，1894年8月20日—1950年10月10日），德国男子举重运动员。他曾代表德国参加1928年和1932年夏季奥林匹克运动会举重比赛，获得一枚金牌和一枚铜牌。